# 물소젖

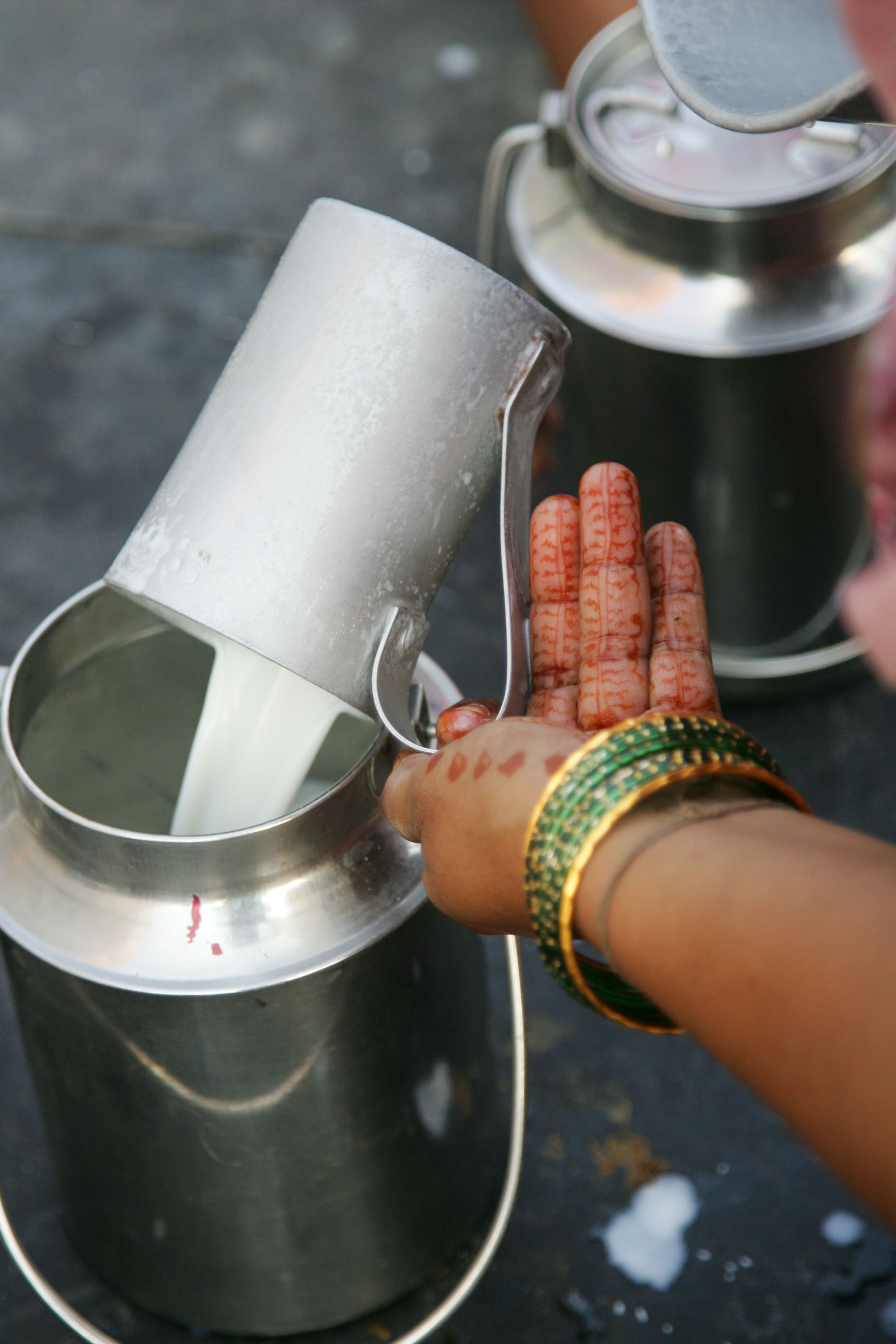
물소젖

물소젖은 물소의 젖이다. 소젖과 함께 "우유"에 포함시키기도 한다.

## 쓰임새
다히 등 발효유나 모차렐라 등 치즈를 만드는 데 쓰인다.

## 같이 보기
- 낙타젖
- 당나귀젖
- 말젖
- 소젖
- 야크젖
- 양젖
- 염소젖